# Miguel García (Anarchist)
Miguel García (* 1908 in Barcelona; † 1981) war ein spanischer Anarchist, Aktivist, Urkundenfälscher, Schriftsteller und politischer Gefangener unter dem Regime von Francisco Franco.
García arbeitete zuerst als Zeitungsverkäufer, dann als Drucker. Er war Mitglied der Gewerkschaft Confederación Nacional del Trabajo (CNT), die damals die größte anarchistische Organisation in Spanien war.
Im Spanischen Bürgerkrieg kämpfte er in den anarchistischen Milizen. Während des Zweiten Weltkriegs war er Teil eines Widerstandsnetzes, das französischen Juden und alliierten Soldaten die Flucht von Frankreich nach Spanien ermöglichte. Als ehemaliger Drucker wurde er Spezialist für die Fälschung von Dokumenten, er erhielt auch eine Ausbildung vom britischen Geheimdienst.
Nach 1945 war er Teil des anhaltenden Widerstandes gegen Francos Regime. Er wurde 1949 verhaftet und zum Tode verurteilt, 1952 wurde das Urteil auf zwanzig Jahre Gefängnis abgewandelt.
1969 wurde er nach seiner Freilassung von dem schottischen Anarchisten Stuart Christie, den er im Gefängnis kennengelernt hatte, eingeladen, nach London zu ziehen. Er arbeitete dann mit Christie im Anarchist Black Cross (ABC) zusammen, um anarchistische Gefangene zu unterstützen, vor allem in Spanien. Im Jahr 1972 wurde seine Autobiographie, Franco’s Gefangener, veröffentlicht.